# Juwel

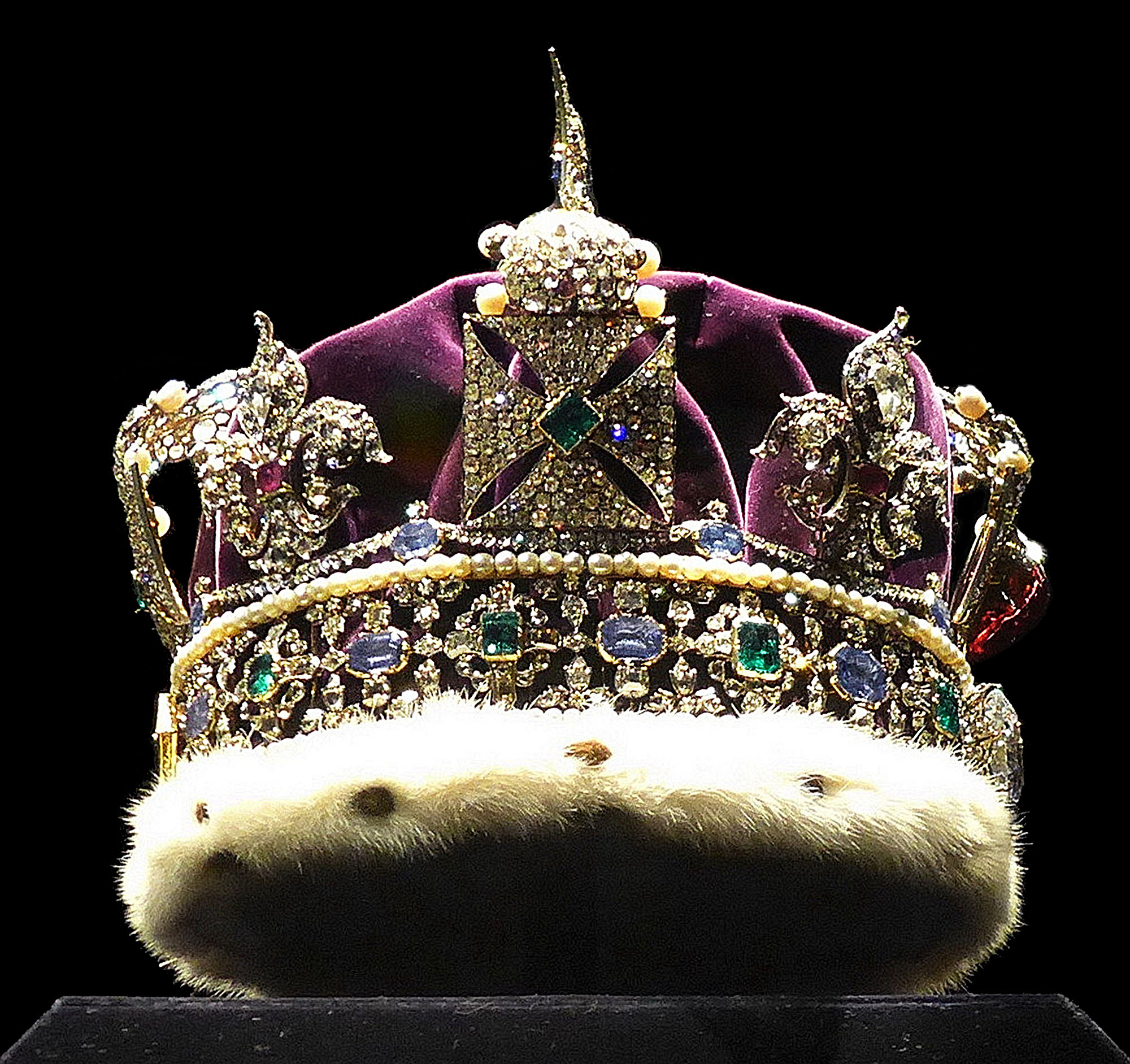
Imperial State Crown aus dem Bestand der Britischen Kronjuwelen

Als Juwelen (von altfr. joel) werden alle Arten kostbarer Schmuckstücke bezeichnet, insbesondere solche, die einen oder mehrere in Edelmetall gefasste Edelsteine enthalten.
Gelegentlich werden auch hochwertige, geschliffene Edelsteine ohne Fassung als Juwel bezeichnet.